# Людвиг, Клаус-Дитер
Клаус-Дитер Людвиг (нем. Klaus-Dieter Ludwig; 2 января 1943, Сулехув, Любушское воеводство — 18 мая 2016, неизвестно) — немецкий гребец, рулевой, выступавший за сборную ГДР по академической гребле в 1960-х, 1970-х и 1980-х годах. Чемпион летних Олимпийских игр в Москве, серебряный призёр Олимпиады в Мюнхене, четырёхкратный чемпион мира, победитель и призёр многих регат национального значения.

## Биография
Клаус-Дитер Людвиг родился 2 января 1943 года в городе Сулехув (ныне входит в состав Любуского воеводства Польши). Заниматься греблей начал в возрасте 15 лет в 1958 году, изначально был обычным гребцом, но спустя два или три года решил перейти в рулевые. При достаточно большом росте в 170 кг ему приходилось соблюдать строгую диету для того чтобы уложиться в лимит 55 кг — для борьбы с голодом он даже начал курить. Проходил подготовку в Потсдаме в местном спортивном клубе «Динамо».
Первого серьёзного успеха на взрослом международном уровне добился в сезоне 1966 года, когда вошёл в основной состав восточногерманской национальной сборной и побывал на чемпионате мира в Бледе, откуда привёз награду золотого достоинства, выигранную в распашных рулевых восьмёрках.
На мировом первенстве 1970 года в Сент-Катаринсе получил серебро в рулевых двойках, финишировав позади спортсменов из Румынии.
В 1972 году прошёл отбор на летние Олимпийские игры в Мюнхене — в составе экипажа, куда также вошли гребцы Экхард Мартенс, Дитрих Цандер, Райнхард Густ и Рольф Йобст, завоевал в рулевых четвёрках серебряную олимпийскую медаль, уступив на финише только команде из Западной Германии.
На чемпионате Европы 1973 года в Москве Людвиг стал серебряным призёром в рулевых четвёрках, пропустив вперёд команду из СССР.
В 1975 году занял первое место в восьмёрках на чемпионате мира в Ноттингеме. Три года спустя в той же дисциплине повторил это достижение на аналогичных соревнованиях в Бледе.
Благодаря череде удачных выступлений удостоился права защищать честь страны на Олимпийских играх 1980 года в Москве — совместно с командой гребцов, куда вошли Бернд Краус, Ханс-Петер Коппе, Ульрих Конс, Ульрих Карнац, Йенс Добершюц, Уве Дюринг, Бернд Хёинг и Йёрг Фридрих, победил в зачёте восьмёрок, опередив преследовавшую команду Великобритании почти на три секунды, и тем самым завоевал золотую олимпийскую медаль. За это выдающееся достижение по итогам сезона был награждён орденом «За заслуги перед Отечеством» в серебре.
После московской Олимпиады Людвиг остался в составе гребной команды ГДР и продолжил принимать участие в крупнейших международных регатах. Так, в 1981 году он выступил на мировом первенстве в Мюнхене, где занял первое место в рулевых четвёрках, став таким образом четырёхкратным чемпионом мира по академической гребле.
В 1982 году выиграл серебряную медаль в восьмёрках на чемпионате мира в Люцерне, уступив в финале только экипажу из Новой Зеландии.
На мировом первенстве 1983 года в Дуйсбурге получил серебро в рулевых четвёрках — здесь вновь проиграл в финале новозеландским спортсменам.
Рассматривался в качестве кандидата на участие в Олимпийских играх 1984 года в Лос-Анджелесе, однако Восточная Германия вместе с несколькими другими странами социалистического лагеря бойкотировала эти соревнования по политическим причинам. Вместо этого Фридрих выступил на альтернативной регате «Дружба-84» в Москве, где стал серебряным призёром в восьмёрках, пропустив вперёд экипаж из СССР.
Завершил спортивную карьеру в возрасте 41 года, проведя в сборной в общей сложности 19 сезонов.
Частое голодание, курение и алкоголь сказались на здоровье Людвига — по состоянию на конец 2015 года он постоянно находился на лечении в медицинском интернате. Ему пришлось перенести операцию по удалению желудка, и вскоре после операции 18 мая 2016 года он скончался.